# Festival di Sanremo 1988

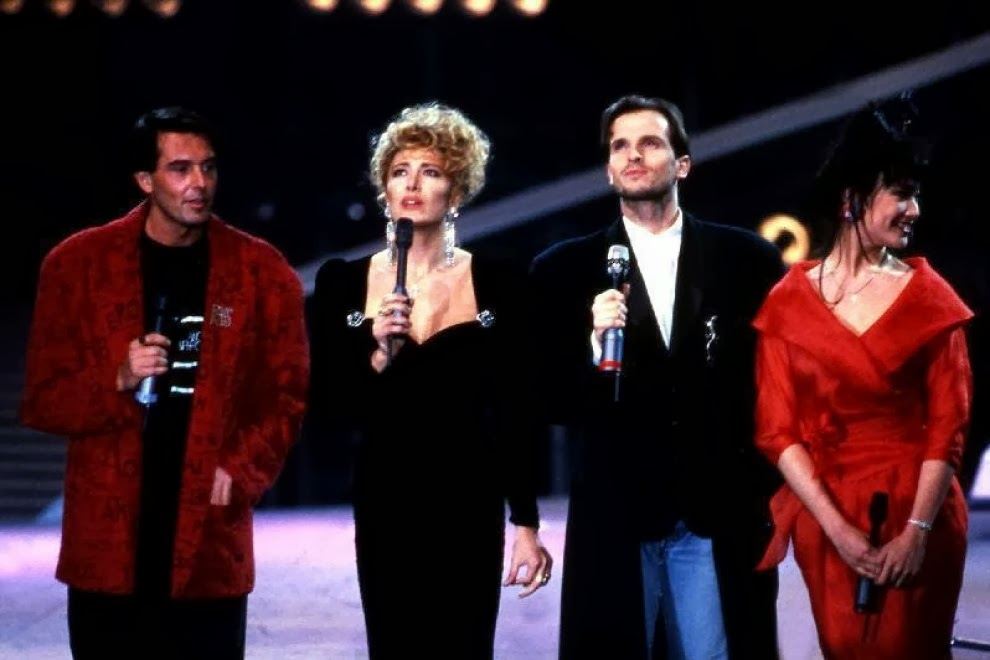
I presentatori del Festival al Palarock; da sinistra: Carlo Massarini, Gabriella Carlucci, Miguel Bosé e Kay Sandvick

Beppe Grillo al Festival

Il trentottesimo Festival di Sanremo si svolse al teatro Ariston di Sanremo dal 24 al 27 febbraio 1988 con la conduzione di Miguel Bosé e Gabriella Carlucci e con la partecipazione di Carlo Massarini, in collegamento dal Palarock. Intervennero inoltre Kay Sandvick, Lara Saint Paul, Memo Remigi (in collegamento dal Casinò di Sanremo) e Valerio Merola (che curò i collegamenti esterni e dalle manifestazioni collaterali). L'edizione si svolse sulla falsariga della precedente: analogamente all'anno passato fu organizzato uno spettacolo di contorno al Palarock, adibito a ricevere gli ospiti di maggior prestigio.
Per quanto riguarda gli ospiti stranieri, si menzionano i New Order, Paul McCartney e George Harrison (questi ultimi due entrambi ex membri dei Beatles).
Nella terza serata, dopo l'ascolto degli otto semifinalisti della sezione Nuove proposte e tentando di ripetere il fortunato esperimento dell'anno precedente ideato da Pippo Baudo, Aldo Biscardi fu chiamato a condurre il Processo al Festival, dibattito sul festival in corso con l'intenzione di smorzare la tensione della gara dei big: esso vedeva la partecipazione di Sandro Paternostro nel ruolo di "difensore" e di Vincenzo Mollica in quello di "accusatore". La discussione assunse però presto toni altamente rissosi fra cantanti e giornalisti, tanto che molti degli artisti in gara (fra i primi Francesco Nuti e Luca Barbarossa) decisero di abbandonare il programma in diretta, in polemica con la formula della trasmissione. A causa di questo fallimento, l’idea del DopoFestival, o in ogni caso di un luogo dove commentare la kermesse, venne accantonata fino al ritorno di Pippo Baudo, che ne avrebbe fatto una parte importante del Festival stesso.
L'edizione fu vinta da Massimo Ranieri con il brano Perdere l'amore per la sezione Campioni, curiosamente presentato l'anno prima da Gianni Nazzaro e non ammesso alla selezione, e dai Future con il brano Canta con noi per la sezione Nuove proposte. Il premio della critica spettò invece a Fiorella Mannoia (che bissò il medesimo risultato dell'anno prima) con la canzone Le notti di maggio, mentre il primato delle vendite dei singoli fu appannaggio di Tullio De Piscopo con Andamento lento.
Molte polemiche furono causate dalla canzone, terza classificata tra i Campioni, L'amore rubato di Luca Barbarossa, che descriveva una violenza sessuale.
Autore dei testi di questa edizione era Bruno Broccoli. 
A grande richiesta del pubblico dell'Ariston, la serata finale subì un'interruzione per consentire di mandare in onda la seconda manche dello slalom speciale valido per i XV Giochi olimpici invernali, che fu vinto da Alberto Tomba. Già nella seconda serata, il 25 febbraio, Miguel Bosé si era limitato ad annunciare la vittoria dello stesso Tomba nello slalom gigante.

## Partecipanti

### Sezione Campioni
| Interprete                   | Ultime partecipazioni al Festival        |
| ---------------------------- | ---------------------------------------- |
| Alan Sorrenti                | Esordiente                               |
| Anna Oxa                     | 1986                                     |
| Denovo                       | Esordienti                               |
| Drupi                        | 1985                                     |
| Fausto Leali                 | 1987                                     |
| Figli di Bubba               | Esordienti                               |
| Fiordaliso e Claudio Cabrini | 1986 ed esordiente                       |
| Fiorella Mannoia             | 1987                                     |
| Flavia Fortunato             | 1987                                     |
| Francesco Nuti               | Esordiente                               |
| Franco Califano              | Esordiente                               |
| Loredana Bertè               | 1986                                     |
| Luca Barbarossa              | 1987                                     |
| Marcella                     | 1987                                     |
| Massimo Ranieri              | 1969                                     |
| Matia Bazar                  | 1985                                     |
| Michele Zarrillo             | 1987 (tra le Nuove proposte)             |
| Mino Reitano                 | 1974                                     |
| New Trolls                   | 1985                                     |
| Nino Buonocore               | 1987                                     |
| Peppino di Capri             | 1987                                     |
| Raf                          | Esordiente                               |
| Ricchi e Poveri              | 1987                                     |
| Ron                          | 1970 (con il nome di Rosalino Cellamare) |
| Toto Cutugno                 | 1987                                     |
| Tullio De Piscopo            | Esordiente                               |

### Sezione Nuove proposte
| Interprete        | Ultime partecipazioni al Festival |
| ----------------- | --------------------------------- |
| Andrea Mirò       | 1987                              |
| Biagio Antonacci  | Esordiente                        |
| Bungaro           | Esordiente                        |
| Fabio De Rossi    | Esordiente                        |
| Future            | 1987                              |
| Giorgia Fiorio    | 1984                              |
| Ice               | Esordienti                        |
| Lijao             | Esordienti                        |
| Mariella Nava     | 1987                              |
| Mietta            | Esordiente                        |
| Miki              | 1987                              |
| Paola Turci       | 1987                              |
| Stefania La Fauci | Esordiente                        |
| Stefano Palatresi | Esordiente                        |
| Stefano Ruffini   | Esordiente                        |
| Tania Tedesco     | Esordiente                        |

## Classifica, canzoni e cantanti

### Sezione Campioni
Classifica finale dei Campioni stilata con i voti abbinati al concorso Totip
| Posizione | Interprete                     | Canzone                         | Autori                                 | Voti ricevuti |
| --------- | ------------------------------ | ------------------------------- | -------------------------------------- | ------------- |
| 1º        | Massimo Ranieri                | Perdere l'amore                 | M. Marrocchi e G. Artegiani            | 7.327.344     |
| 2º        | Toto Cutugno                   | Emozioni                        | T. Cutugno                             | 4.800.912     |
| 3º        | Luca Barbarossa                | L'amore rubato                  | L. Barbarossa                          | 2.510.100     |
| 4º        | Marcella                       | Dopo la tempesta                | A. Salerno e G. Bella                  | 1.543.532     |
| 5º        | Fausto Leali                   | Mi manchi                       | F. Berlincioni e G. Fasano             | 1.442.346     |
| 6º        | Mino Reitano                   | Italia                          | U. Balsamo                             | 1.149.372     |
| 7º        | Anna Oxa                       | Quando nasce un amore           | A. Cogliati, F. Ciani e P. Cassano     | 853.124       |
| 8º        | Fiordaliso con Claudio Cabrini | Per noi                         | T. Cutugno                             | 758.874       |
| 9º        | Ricchi e Poveri                | Nascerà Gesù                    | U. Balsamo                             | 654.466       |
| 10º       | Fiorella Mannoia               | Le notti di maggio              | I. Fossati                             | 615.478       |
| 11º       | Raf                            | Inevitabile follia              | G. Bigazzi e R. Riefoli                | 561.206       |
| 12º       | Francesco Nuti                 | Sarà per te                     | R. Mariotti                            | 556.824       |
| 13º       | Franco Califano                | Io (Per le strade di quartiere) | F. Califano e T. Cutugno               | 522.712       |
| 14º       | Figli di Bubba                 | Nella valle dei Timbales        | M. Pagani                              | 451.374       |
| 15º       | Michele Zarrillo               | Come un giorno di sole          | G. Artegiani, M. Zarrillo e L. Lopez   | 433.106       |
| 16º       | Loredana Bertè                 | Io                              | T. Cicco                               | 394.116       |
| 17º       | Peppino di Capri               | Nun chiagnere                   | L. Raggi, Depsa e G. Fasano            | 369.828       |
| 18º       | Tullio De Piscopo              | Andamento lento                 | T. De Piscopo, M. Capuano e G. Capuano | 345.252       |
| 19º       | Matia Bazar                    | La prima stella della sera      | A. Stellita, S. Cossu e C. Marrale     | 329.156       |
| 20º       | Drupi                          | Era bella davvero               | O. Avogadro, P. Cassella e D. Farina   | 282.880       |
| 21º       | Ron                            | Il mondo avrà una grande anima  | R. Cellamare                           | 230.722       |
| 22º       | Flavia Fortunato               | Una bella canzone               | O. Avogadro e M. Lavezzi               | 209.818       |
| 23º       | New Trolls                     | Cielo chiaro                    | V. De Scalzi, N. Di Palo e G. Belleno  | 185.306       |
| 24º       | Denovo                         | Ma che idea                     | L. Madonia                             | 124.060       |
| 25º       | Nino Buonocore                 | Le tue chiavi non ho            | A. Salerno e N. Buonocore              | 91.408        |
| 26º       | Alan Sorrenti                  | Come per miracolo               | A. Sorrenti e G. Cavalli               | 77.788        |

Totale: 26.821.104 voti.

### Sezione Nuove proposte
Classifica delle Nuove proposte stilata con i voti delle Giurie Demoscopiche
| Posizione | Interprete        | Canzone                    | Autori                                                         | Voti ricevuti |
| --------- | ----------------- | -------------------------- | -------------------------------------------------------------- | ------------- |
| 1º        | Future            | Canta con noi              | M. Battistini, M. Reitano, G. Reitano, F. Sacco e R. Bolognesi | 1.255         |
| 2º        | Stefano Palatresi | Una carezza d'aiuto        | R. Arbore e C. Mattone                                         | 1.199         |
| 3º        | Lijao             | Per noi giovani            | P. Cassano, L. Visentin e A. Cogliati                          | 1.151         |
| 4º        | Miki              | Ogni tanto si sogna        | M. Porru                                                       | 1.135         |
| SF        | Giorgia Fiorio    | Io con te                  | R. Ferri e M. Paoluzzi                                         |               |
| SF        | Tania Tedesco     | La notte delle favole      | Depsa, A. Brambati e P. Ameli                                  |               |
| SF        | Paola Turci       | Sarò bellissima            | G. Chiocchio e R. Righini                                      |               |
| SF        | Stefania La Fauci | Se fosse vero              | M. Armani e P. Armenise                                        |               |
| NF        | Stefano Ruffini   | Canto bolero               | M. Luberti, G. Di Michele e F. Gazillo                         |               |
| NF        | Fabio De Rossi    | L'ultima bugia             | M. Governi e F. De Rossi                                       |               |
| NF        | Ice               | Mama                       | P. Marras                                                      |               |
| NF        | Andrea Mirò       | Non è segreto              | A. Mango                                                       |               |
| NF        | Bungaro           | Sarà forte                 | P. Romanelli e A. Calò                                         |               |
| NF        | Mietta            | Sogno                      | C. Mattone                                                     |               |
| NF        | Mariella Nava     | Uno spiraglio al cuore     | M. G. Nava                                                     |               |
| NF        | Biagio Antonacci  | Voglio vivere in un attimo | B. Antonacci e R. Cellamare                                    |               |

## Regolamento
Una interpretazione per brano.
- Prima serata: 26 Campioni tutti in finale e 8 Nuove proposte di cui 4 in semifinale.
- Seconda serata: riesecuzione brani dei 26 Campioni e altri 8 Nuove proposte, di cui passano il turno in 4.
- Terza serata: 8 Nuove proposte di cui 4 vanno in finale (gara separata).
- Quarta serata: 26 Campioni e 4 Nuove proposte

## Altri premi

I Premi della Critica dell'edizione; da sinistra: Fiorella Mannoia nella categoria Campioni per Le notti di maggio, e Paola Turci tra le Nuove proposte per Sarò bellissima.

- Premio della Critica sezione Campioni: Fiorella Mannoia con Le notti di maggio
- Premio della Critica sezione Nuove proposte: Paola Turci con Sarò bellissima

## Piazzamenti in classifica dei singoli
| Artista           | Singolo                         | Pos.Max. |
| ----------------- | ------------------------------- | -------- |
| Massimo Ranieri   | Perdere l'amore                 | 1        |
| Tullio De Piscopo | Andamento lento                 | 1        |
| Luca Barbarossa   | L'amore rubato                  | 1        |
| Fausto Leali      | Mi manchi                       | 3        |
| Anna Oxa          | Quando nasce un amore           | 4        |
| Toto Cutugno      | Emozioni                        | 5        |
| Raf               | Inevitabile follia              | 7        |
| Marcella          | Dopo la tempesta                | 10       |
| Fiorella Mannoia  | Le notti di maggio              | 12       |
| Francesco Nuti    | Sarà per te                     | 14       |
| Matia Bazar       | La prima stella della sera      | 15       |
| Loredana Bertè    | Io                              | 16       |
| Denovo            | Ma che idea                     | 17       |
| Fiordaliso        | Per noi                         | 19       |
| Figli di Bubba    | Nella valle dei Timbales        | 20       |
| Ricchi e Poveri   | Nascerà Gesù                    | 23       |
| Mino Reitano      | Italia                          | 27       |
| Drupi             | Era bella davvero               | 29       |
| New Trolls        | Cielo chiaro                    | 30       |
| Peppino di Capri  | Nun chiagnere                   | 33       |
| Franco Califano   | Io (per le strade di quartiere) | 39       |

## Ascolti
| Giorno           | Orario     | telespettatori | share  |
| ---------------- | ---------- | -------------- | ------ |
| 24 febbraio 1988 | 20.30-2.00 | 15.500.000     | 69.50% |
| 25 febbraio 1988 | 20.30-2.00 | 13.000.000     | 58.24% |
| 26 febbraio 1988 | 20.35-1.50 | 13.900.000     | 54.69% |
| 27 febbraio 1988 | 20.30-2.00 | 15.200.000     | 71.01% |

## Compilation
- Sanremo 88 (CBS) - I Big di Sanremo
- Sanremo 88 (RCA) - 40 Successi Originali
- Sanremo 88 (CGD) - 16 Brani in Versione Originale
- Sanremo 88 (EMI) - 18 Successi Internazionali

## Orchestra
Non era presente. Gli artisti hanno cantato dal vivo su basi musicali preregistrate.
Al Casinò invece, si esibirono in diretta gli ospiti del Festival Antoine, Ben E. King, Paul Anka e Sandie Shaw accompagnati dall'Orchestra di Musica Leggera della Rai di Roma, diretta dai Maestri Bruno Canfora e Michele Montereali.

## Ospiti cantanti
Questi gli ospiti che si sono esibiti nel corso delle quattro serate di questa edizione del Festival di Sanremo:
- New Order - True Faith
- Paul McCartney - Once Upon a Long Ago, Listen to What the Man Said
- Chris Rea - Josephine
- Belinda Carlisle - Heaven Is a Place on Earth
- Rick Astley - Whenever You Need Somebody, Never Gonna Give You Up
- Bryan Ferry - Kiss and Tell
- Joe Cocker - A Woman Loves a Man, Unchain My Heart
- Art Garfunkel - So Much in Love
- Robbie Robertson - Showdown at Big Sky
- Terence Trent D'Arby - Sign Your Name, Dance Little Sister
- The Manhattan Transfer - Soul Food to Go (Sina)
- A-ha - Stay on These Roads
- Eighth Wonder - I'm Not Scared
- Suzanne Vega
- Paul Anka - Diana, You Are My Destiny, Ogni volta, La farfalla impazzita
- Antoine - Pietre, La tramontana, Il dirigibile, Taxi, Cosa hai messo nel caffè?
- Sandie Shaw
- Ben E. King - Stand by Me (con i Def Leppard)
- Gene Pitney
- Shirley Bassey
- Bee Gees - E.S.P.
- George Harrison - When We Was Fab
- Wet Wet Wet - Angel Eyes (Home and Away)
- Black - Wonderful Life
- Debbie Gibson - Shake Your Love
- Johnny Hates Jazz - Turn Back the Clock
- Def Leppard - Hysteria
- Bon Jovi - Wanted Dead or Alive
- Guesch Patti - Étienne
- Toto - Stop Loving You
- INXS - Need You Tonight
- Wendy & Lisa - Waterfall
- Barry White - For Your Love
- The Christians – Forgotten Town, When the Fingers Point

## Sigle
- Sigla iniziale: Nel blu dipinto di blu - Luciano Pavarotti.
- Sigla finale: Mamma dammi i soldi - Espressione Musica.